# 宿库卢文化景观
宿库卢文化景观，又译作苏库尔文化景观，是尼日利亚东北部的一处世界遗产。文化景观包括酋长宫殿、梯田、场地、神圣的图腾和其他的文化遗存。1999年列入联合国教科文组织世界遗产名录。

## 登录基准
该世界遗产被认为满足世界遺產登錄基準中的以下基準而予以登錄：
- （iii）呈现有关现存或者已经消失的文化传统、文明的独特或稀有之证据。
- （v）代表某一个或数个文化的人类传统聚落或土地使用，提供出色的典范－特别是因为难以抗拒的历史潮流而处于消灭危机的场合。
- （vi）具有显著普遍价值的事件、活的传统、理念、信仰、艺术及文学作品，有直接或实质的连结（世界遗产委员会认为该基准应最好与其他基准共同使用）。